# 中堀落川
中堀落川（なかほりおとしがわ）は、埼玉県久喜市吉羽を流れる水路である。

## 概要
- 埼玉県久喜市吉羽のいちょう通り・東口大通り交差点（座標）東側付近を起点とし、中落堀川に合流・終点となる。
- 現在流域は土地改良地区である。
- 中堀落は明治期以前、中落悪水（なかおとしあくすい）の名称で開削され[要出典]、主に新規堀用水からの農業排水・悪水を集めながら流下していた。起点は吉羽字西前（現・久喜東2・3丁目）の農地であったが、昭和期以降の区画整理事業などにより上流域は市街化し、現在の起点より上流部は埋め立てられた。現在の流路については下記流路節を参照されたい。
- 現在の流路の多くの区間は現代においても素掘りであり、また流域には絶滅危惧種などの希少生物が息づいている[要出典]。自然観察会の観察場所にも選択されている。

合流
- 掛堀用水
- 新規堀用水の分流

## 流路
- 起点：久喜市吉羽のいちょう通り・東口大通り交差点東側付近
- 南東へ流れる。
- 吉羽字（あざ）前を流れる。途中、南側より来る掛堀用水と合流する。
- 吉羽天満宮の南側を流れ、付近で南へと流れる。
- 北側より来る新規堀用水の支流と合流。
- 埼玉県利根川流域古利根川処理センター東側にて中落堀川に合流する。
- 終点：中落堀川

## 橋梁
- 現在架けられている橋梁は吉羽字前の歩行者用道路の橋梁、中落堀川に架かる備中岐橋へ通じる市道の「天神社橋」[1]（吉羽天神社南東）、中落堀川北側側道の計3橋である。また、現在建設中の 圏央道橋梁および圏央道側道（建設作業道）の2橋も存在する。